# 205
205 (CCV) var ett normalår som började en tisdag i den julianska kalendern.

## Händelser

### Okänt datum
- Hadrianus mur återuppbyggs efter att kaledonska stammar har härjat stora delar av norra Britannien.
- Papinianus blir praetorianprefekt efter Plautianus död.
- De Gula turbanernas uppror i Kina krossas.

## Avlidna
- Plautianus, romersk praetorianprefekt, svärfar till Caracalla (mördad)